# The Pains of Being Pure at Heart
The Pains of Being Pure at Heart is een Amerikaanse indiepopgroep uit New York. De band werd tijdens een verjaardagsfeestje door zanger en gitarist Kip Berman, toetsenist Peggy Wang en bassist Alex Naidus opgericht. In hetzelfde jaar werd in eigen beheer de gelijknamige eerste ep uitgegeven. Na een jaar lang gebruik te hebben gemaakt van een drumcomputer, lijfden ze in 2008 drummer Kurt Feldman in. Hun eveneens gelijknamige debuutalbum en hun tweede ep, Higher Than the Stars, werden in 2009 uitgebracht door Slumberland Records.

## Bezetting
- Kip Berman - zang, gitaar
- Kurt Feldman - drums
- Alex Naidus - basgitaar
- Peggy Wang-East - toetsen, zang

## Discografie
2007
- The Pains of Being Pure at Heart (ep)

2009
- The Pains of Being Pure at Heart
- Higher Than the Stars (ep)